# Tramwaje w Neapolu
Tramwaje w Neapolu − system komunikacji tramwajowej działający we włoskim mieście Neapol. 
Tramwaje w Neapolu uruchomiono w 1875 jako tramwaje konne. W kolejnych latach sieć tramwajową zelektryfikowano. Obecnie planowana jest rozbudowa sieci. 

## Linie
Obecnie sieć tramwajowa składa się z 3 linii tramwajowych o łącznej długości 11,8 km:
- 1: (Via Stadera) - Emiciclo di Poggioreale – Piazza Vittoria
- 2: Piazza Nazionale – San Giovanni (zajezdnia ANM)
- 4: Piazza Vittoria – San Giovanni (zajezdnia ANM)

## Tabor
Do 2004 eksploatowano wyłącznie tramwaje typu Peter Witt z lat 30. XX w. W 2004 zostały włączone do eksploatacji tramwaje Sirio produkcji AnsaldoBreda. Tramwaje Sirio są trzyczłonowe, dwukierunkowe o długości 19,8 m. Łącznie otrzymano 22 tramwaje tego typu. Obecnie w Neapolu jest 41 tramwajów liniowych:
- AnsaldoBreda Sirio – 22 tramwaje
- Peter Witt – 19 tramwajów

## Galeria zdjęć

Schemat komunikacji tramwajowej
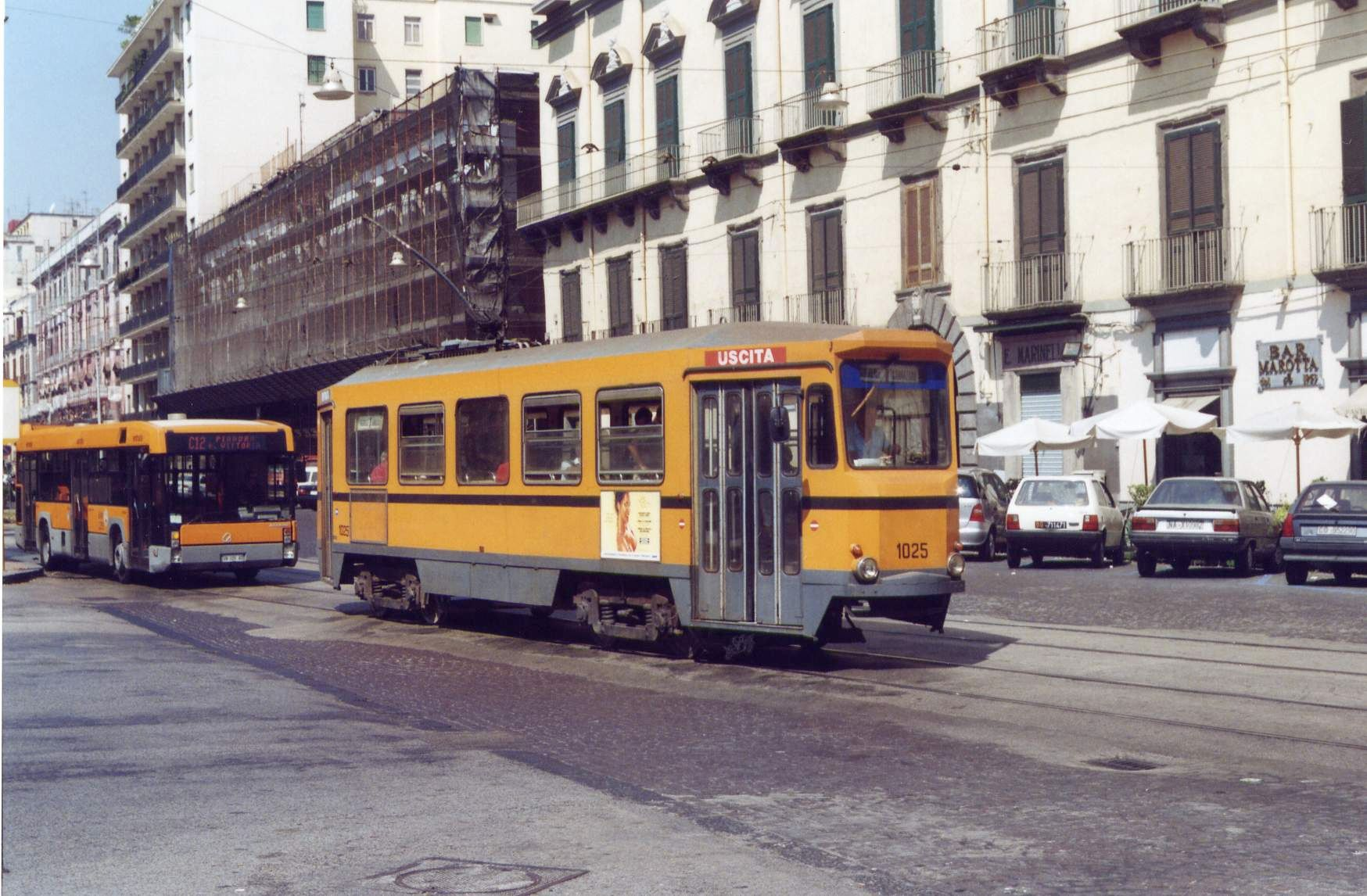
Tramwaj marki Peter Witt numer boczny 1025 na Riviera di Chiaia